# Polyalthia stenopetala
Polyalthia stenopetala är en kirimojaväxtart som först beskrevs av Joseph Dalton Hooker och Thomas Thomson, och fick sitt nu gällande namn av Achille Eugène Finet och François Gagnepain. Polyalthia stenopetala ingår i släktet Polyalthia och familjen kirimojaväxter. Inga underarter finns listade i Catalogue of Life.